# Albert Jeck
Pour les articles homonymes, voir Jeck.
 (mars 2023).
Albert Jeck (né le 3 juillet 1935 à Lindau) est un économiste allemand.

## Biographie
Albert Jeck était le fils d'un professeur homonyme. De 1941 à 1953, il a fréquenté l'école primaire et secondaire dans sa ville natale de Lindau, sur le lac de Constance. Il a ensuite étudié l'économie nationale à l'université de Munich, où il a obtenu le diplôme d'économie en 1958 et a travaillé comme assistant de recherche au Séminaire d'État sur l'économie l'année suivante,.
Après la graduation à Dr. oc. publ. à Munich le 8 avril 1962 et Habilitation là-bas en 1968, de 1969 à 2000, il a été Professeur d'économie théorique et directeur de l'Institut d'économie de Kiel . Ses travaux se sont concentrés sur la théorie de la distribution économique, de l'histoire de la pensée économique, la théorie de la croissance économique et l'histoire de la théorie,.

## Publications
- « La Macrostructure du système théorique d'Adam Smith : une reconstruction », Le Journal européen de l'histoire de la pensée économique, vol. 1 (3),‎ 1994, p. 551-576.
- (de) Die Determinanten der Einkommensverteilung. Ein Beitrag zur neueren Verteilungstheorie, Munich, 1962.
- (de) Wachstum und Verteilung des Volkseinkommens. Untersuchungen und Materialien zur Entwicklung der Einkommensverteilung in Deutschland 1870–1913. Mit 15 Abbildungen, Tübingen, 1970 (ISBN 3-16-330361-7).
- (de) Albert Jeck et Harald Hagemann, Wachstum und Einkommensverteilung. Strukturanalyse auf der Basis eines dreisektoralen Modells vom Lowe-Feldman-Dobb-Typ, Kiel, 1981.
- (de) Anmerkungen und Lesehilfen zur Ricardo-Interprétation. Zahlenmodell und Detaildisposition der Principles, Kiel, 1986.
- (de) « Wer gewinnt, wer verliert bei einer Inflation? », Enteignung durch Inflation? Fragen der Geldwertstabilität, Munich,‎ 1972.